# Formation buissonnante et fourrés décidus à Acacia et Commiphora de la Somalie
Localisation
Les formations buissonnantes et fourrés décidus à Acacia et Commiphora de la Somalie forment une écorégion terrestre définie par le Fonds mondial pour la nature (WWF), qui appartient au biome des prairies, savanes et brousses tropicales et subtropicales de l'écozone afrotropicale. Elle occupe la majorité de la Corne de l'Afrique, à l'Est des plateaux éthiopiens et comprend le désert de l'Ogaden et les semi-déserts du Nord-Est kényan, ainsi que la partie éthiopienne de la vallée du Rift jusqu'à la frontière entre l'Érythrée et le Soudan.
La végétation comprend principalement des arbres isolés appartenant aux genres Acacia et Commiphora, alors que l'étage inférieur est constitué d'herbes (Acalypha, Barleria et Aerva).
L'écorégion fait partie de la liste « Global 200 » du WWF qui recense les écosystèmes les plus représentatifs de la biodiversité planétaire, sous le nom de « savanes d'acacia de la Corne de l'Afrique ».